# دمیر اتاسوی
دمیر اتاسوی (انگلیسی: Demir Atasoy؛ زادهٔ ۲۶ مهٔ ۱۹۸۷) ورزشکار ورزش شنا اهل ترکیه است.
وی در مسابقات کشوری و بین‌المللی در مجموع برندهٔ ۴ مدال طلا، ۱ مدال نقره، ۱ مدال برنز شده‌است.